# Lonchodes decolyanus
Lonchodes decolyanus är en insektsart som beskrevs av Brunner von Wattenwyl 1907. Lonchodes decolyanus ingår i släktet Lonchodes och familjen Phasmatidae. Inga underarter finns listade i Catalogue of Life.